# Sébastien Lamirand
Pour les articles homonymes, voir Lamirand.
Sébastien Lamirand est un coloriste de bande dessinée français.

## Publications
Sébastien Lamirand a été le coloriste des séries et albums de bande dessinée suivants :
Séries
- Tessa, agent intergalactique avec Mitric au scénario, et Louis au dessin, à partir de 2004
- Les Conquérants de Troy, à partir de 2005[1]
- 42 Agents intergalactiques, à partir de 2006[2]

Albums
- Tomes 5[3],9,13 et 14 de la série Kookaburra universe, à partir de 2005
- Black box, scénario de Fabrice Sapolsky, dessin de Tom Lyle, Atlantic BD, 2011[4]